# National Sewing Machine Company

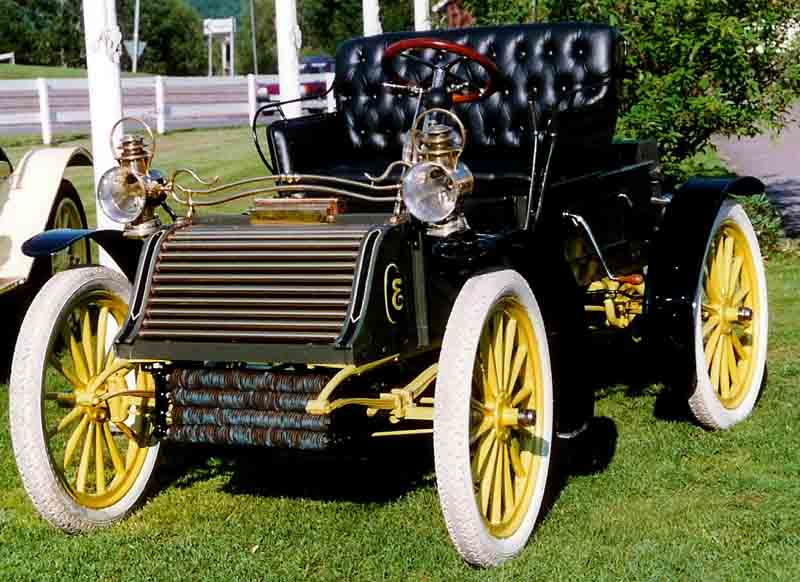
Eldredge von 1904

National Sewing Machine Company war ein US-amerikanisches Unternehmen.

## Unternehmensgeschichte
Das Unternehmen hatte seinen Sitz in Belvidere in Illinois. Es stellte ab 1886 Nähmaschinen her. 1894 kamen Fahrräder dazu, die Belvidere genannt wurden. Ab 1901 gab es einen Vertrag mit Oscar Friedman von der Friedman Automobile Company zur Produktion von Kraftfahrzeugen für ihn. Im April 1903 klagte Friedman, weil nicht mehr geliefert wurde. Ab 1903 entstanden dann eigene Automobile, die als Eldredge vermarktet wurden. B. Eldredge war zu der Zeit der Präsident des Unternehmens. 1906 endete die Pkw-Produktion nach etwa 300 Fahrzeugen.
1953 kam es zum Zusammenschluss mit der Free Sewing Machine Company und 1957 zur Auflösung des Unternehmens.

## Kraftfahrzeuge
Die Fahrzeuge ähnelten dem Modell für Friedman. Sie hatten einen Zweizylindermotor. Die Motorleistung war anfangs mit 8 PS und 1906 mit 10 PS angegeben. Der Motor war unter dem Sitz montiert und trieb über eine Kette die Hinterachse an. Das Fahrgestell hatte 173 cm Radstand. Der offene Aufbau als Runabout bot Platz für zwei Personen. Gelenkt wurde anfangs mit einem Lenkhebel und ab 1905 mit einem Lenkrad. Beide Bedienelemente waren links angeordnet. Somit handelte es sich um frühe Ausgaben mit Linkslenkung.

## Modellübersicht
| Jahr      | Modell | Zylinder | Leistung (PS) | Radstand (cm) | Aufbau            |
| --------- | ------ | -------- | ------------- | ------------- | ----------------- |
| 1903      | 8 HP   | 2        | 8             | 173           | Runabout 2-sitzig |
| 1904–1905 | 8 HP   | 2        | 8             | 173           | Runabout 2-sitzig |
| 1906      | 10 HP  | 2        | 10            | 173           | Runabout 2-sitzig |